# Ilha Disko

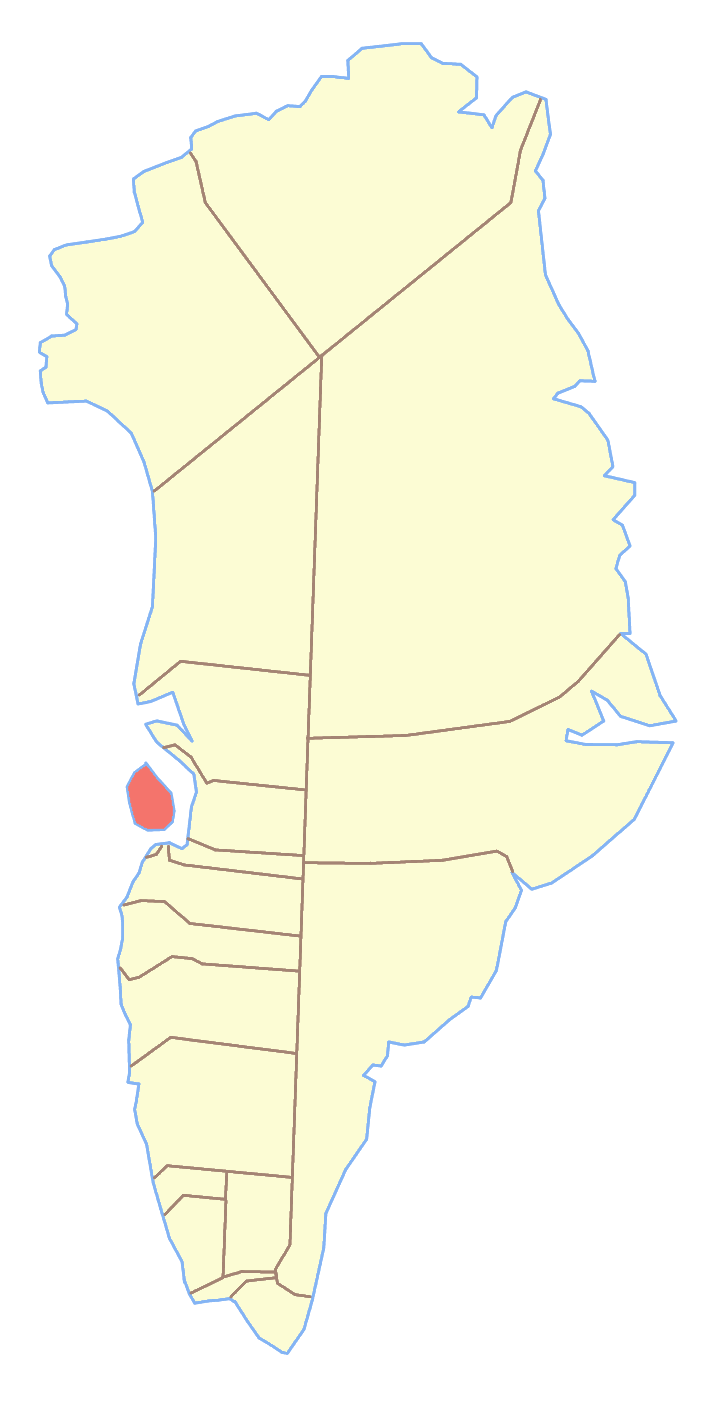
Ilha Disko.

A Ilha Disko (em groenlandês/gronelandês:  Qeqertarsuaq, em dinamarquês:  Diskoøen) é uma longa ilha na Baía de Baffin, costa oeste da Groenlândia, com 8578 km² de área, o que a torna a 85.ª maior do mundo e a segunda maior da Groenlândia (só perdendo para a própria ilha principal). A principal localidade é Qeqertarsuaq. O nome Qeqertarsuatsiaq significa "A Ilha Extensa".
Depósitos minerais, achados fósseis e formações geológicas são alguns dos interesses da região. Uma característica geológica interessante é o tipo de ferro encontrado na ilha, composto de uma mistura de ferro e carboneto de ferro, uma mistura muito incomum que pode ser encontrada naturalmente em poucos lugares da Terra que não sejam de origem meteórica. Existem mais de 2.000 termas quentes na ilha.